# Municipio de Goose Creek (Illinois)
El municipio de Goose Creek (en inglés: Goose Creek Township) es un municipio ubicado en el condado de Piatt en el estado estadounidense de Illinois. En el año 2010 tenía una población de 790 habitantes y una densidad poblacional de 5,42 personas por km².

## Geografía
El municipio de Goose Creek se encuentra ubicado en las coordenadas 40°6′44″N 88°38′17″O / 40.11222, -88.63806. Según la Oficina del Censo de los Estados Unidos, el municipio tiene una superficie total de 145.86 km², de la cual 145,82 km² corresponden a tierra firme y (0,02 %) 0,03 km² es agua.

## Demografía
Según el censo de 2010, había 790 personas residiendo en el municipio de Goose Creek. La densidad de población era de 5,42 hab./km². De los 790 habitantes, el municipio de Goose Creek estaba compuesto por el 98,73 % blancos, el 0,38 % eran afroamericanos, el 0,13 % eran amerindios, el 0,25 % eran asiáticos y el 0,51 % eran de una mezcla de razas. Del total de la población el 0,89 % eran hispanos o latinos de cualquier raza.